# Jardim de Alah (parque)
O Jardim de Alah é um parque situado na divisa entre os bairros de Ipanema e Leblon, no município do Rio de Janeiro, no estado do Rio de Janeiro, no Brasil. Possui em suas cercanias uma estação de metrô, chamada Estação Jardim de Alah.

## Topônimo
O nome é uma referência ao filme O Jardim de Alá, com Marlene Dietrich e Charles Boyer, lançado em 1936, dois anos antes da construção da praça.

## Descrição
A região engloba as praças Almirante Saldanha da Gama (próximo à praia, entre as avenidas Prudente de Morais e Ataulfo de Paiva/Visconde de Pirajá) e Grécia (próxima à Lagoa Rodrigo de Freitas), lado que praticamente se funde à praça Paul Claudel. O jardim ladeia um amplo canal navegável, entre a Lagoa Rodrigo de Freitas e o Oceano Atlântico, no qual foram instalados deques para embarque e desembarque de pessoas. Estava prevista ainda, originalmente, a colocação de gôndolas para passeios na Lagoa Rodrigo de Freitas, tendo a Prefeitura chegado a adquirir duas unidades. O projeto teve inspiração francesa, com caramanchões românticos e inúmeros bancos. A arborização é basicamente formada de amendoeiras, abricós-da-praia e sibipirunas.
Na praça, encontram-se também monumentos ao almirante Saldanha da Gama, um obelisco alusivo à vitória brasileira na batalha do Riachuelo, um busto do marechal Eurico Gaspar Dutra e as esculturas "Proteção" e "Mulher e Felino".

## História
O canal ligando a Lagoa Rodrigo de Freitas à praia é anterior ao projeto do jardim. Foi construído no início da década de 1920, pelo prefeito Carlos Sampaio, visando a renovar as águas da lagoa e, com isso, torná-la mais salubre. Visava também a reduzir as enchentes. Em sua ponta próxima à praia, escondida atrás de grades, há uma pedra esculpida em baixo relevo junto a uma escadinha de pedra que desce até o canal, indicando o ano de 1922 e os seguintes dados:
- Presidente Epitácio Pessoa
- Prefeito Carlos Sampaio
- Engenheiro Saturnino de Brito

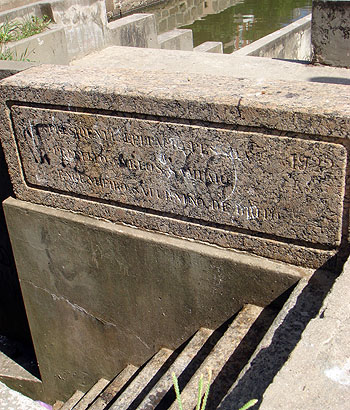
Inscrição indicando os realizadores do canal e seu ano de inauguração

Em 1938, foi inaugurado o jardim ladeando o canal, baseado no projeto de Alfredo Agache para os jardins do Calabouço, os quais foram reinterpretados por David Xavier de Azambuja. A obra foi conduzida pelo prefeito Henrique Dodsworth. O nome do parque foi baseado no filme estadunidense "Jardim de Alá", que fazia sucesso nos cinemas na época. O estilo arquitetônico que inspirou o projeto foi o art déco.
Nos anos 1950 e 1960, era possível se alugar pedalinhos para se navegar pelo canal, sendo uma opção de lazer muito procurada pelos cariocas.
Em 2003, foi totalmente renovado pela Prefeitura do Rio, na administração do prefeito César Maia, sendo reinaugurado em 20 de dezembro daquele ano.
Sem manutenção adequada, encontra-se atualmente em péssimo estado de conservação, com estruturas quebradas e jardins desfeitos. Sua maior frequência é dos donos de cachorros da vizinhança, que em grande quantidade levam lá seus animais para passear e brincar juntos. Persiste também um grupo que pratica tai chi chuan pela manhã. Os jardins ainda são bastante utilizados para  filmagens e em eventos esporádicos.
Em 2010, foi proposta, pelo governo fluminense, a construção de uma estação de metrô no jardim de Alá. Poderia, ainda, ser construído um estacionamento subterrâneo, nos moldes do que existe na área do antigo senado federal (praça Mahatma Ghandi), perto da Cinelândia. O estacionamento irregular é um dos problemas mais sérios dos bairros de Ipanema e Leblon.